# 五神真
五神真（ごのかみ まこと，1957年7月26日—），日本物理学家，理学博士，东京大学教授，第30任东京大学校长（任期为自2015年4月1日起的6年）。

## 生平
- 1973年，毕业于狛江市立狛江第二中学。
- 1976年，毕业于武蔵中学校・高等学校。
- 1980年，毕业于东京大学理学部物理系。
- 1983年，于东京大学理学部物理系担任助教。
- 1988年12月，东京大学工学部物理工学系讲师。
- 1990年11月，副教授。
- 1993-1994年，美国AT&T贝尔实验室客座研究员。
- 1995年，東京大学大学院工学系研究科・工学部 - 東京大学工学系研究科物理工学副教授。
- 1997年，亚利桑那大学光学中心，助理教授。
- 1998年8月，东京大学教授。
- 1999-2004年，国立情报学研究所客座教授。
- 2015年4月-2021年4月，东京大学校长。
- 2021年4月-2022年4月，东京大学理学系研究科物理学教授。
- 2022年4月-，国立研究开发法人理化学研究所理事長[1]。

## 主要研究领域
量子光学、凝聚态物理学。